# Ієродули
Ієродули (грец. ίερόδουλοι) — в Стародавній Греції слуги храму й взагалі всі, хто в храмі ніс якусь службу з доброї волі або будучи поставлений ким-небудь. Найчастіше термін застосовувався до жінок, які віддавалися відвідувачам храму (див. Храмова проституція).
Добровільним ієродулам приписується східне походження. У більш тісному сенсі ієродулами називалися особи, які, разом з нащадками, були заповідані храмам у вічну власність, працювали на храмових землях і виконували нижчі служби в храмах. Ієродули жіночої статі іноді зобов'язані були віддаватися відвідувачам храму за принесений божеству дар. Останній звичай панував в передньоазійських містах і в Коринфі, тим часом як в іншої Греції, танцівниці і гетери не могли бути ієродулами. Жриці Венери Ерицини (Ерикської) на Сицилії мали особливих ієродул, які були незайманими.